# حزب اراده خلق
حزب اراده خلق (به عربی: حزب الإرادة الشعبیة) یک حزب سیاسی چپ‌گرا در سوریه است.

## تاریخچه
در سال ۲۰۰ و اندکی پس از برگزاری کنگرهٔ نهم حزب کمونیست سوری، ۸۰ درصد از اعضای سازمان حزب در دمشق از حزب اخراج شدند. وقتی این روند نامشروع به تعداد بیشتری از سازمان‌های حزب در سراسر سوریه گسترش یافت، اعضا و سازمان‌های تأثیرپذیرفته کمیته ملی برای همبستگی کمونیست‌های سوریه را تشکیل دادند که روزنامهٔ قاسیون را مجدداً منتشر می‌کرد. این جریان کمونیستی جدید برخلاف دیگر دسته‌های کمونیست بخشی از جبهه ملی پیشرو نبود که حزب حاکم بعث و دیگر احزاب قانونی را در خود جمع می‌کرد.
این روند تا سال ۲۰۱۲ به درازا انجامید که گروه کمونیستی به صورت رسمی حزبی را تحت عنوان حزب ارادهٔ خلق ثبت کرد که کنگرهٔ دوره‌ای دهم خودش را که نخستین کنگره پس از ثبت رسمی آن بود در ژوئن ۲۰۱۳ تشکیل داد. حزب ارادهٔ خلق در انتخابات‌های ۲۰۰۳ و ۲۰۰۷ پارلمان نامزدهای مستقلی را اعلام کرد، اما در به دست آوردن کرسی ناکام ماند. با این وجود در انتخابات پارلمانی ۲۰۱۲ ائتلاف جبهه خلق برای رهایی و تغییر که توسط حزب ارادهٔ خلق شکل گرفته‌بود ۵ کرسی به دست آورد. حزب در آغاز بحران سوریه در سال ۲۰۱۱ به تظاهرات‌ها پیوست و شماری از هواداران آن در خلال فعالیت‌هایشان در دمشق، حمص و دیر الزور جان خود را به وسیلهٔ پلیس و سرویس‌های دیگر حکومتی از دست دادند و برخی نیز در دیگر استان‌های سوریه زندانی یا بازداشت شدند. هنگامی که اعتراضات به سمت حرکت‌های خشونت‌آمیز و مسلحانه جهت یافت، حزب ارادهٔ خلق با کمک‌های انسان‌دوستانه و تلاش برای میانجیگری در برخی نواحی درگیری به کار خود ادامه داد. حزب ارادهٔ خلق به دنبال تغییر دموکراتیک، رادیکال و جامع رژیم به عنوان یک کلیت ایت و این را به کنار رفتن رئیس جمهور محدود نمی‌کند. به لحاظ اقتصادی حزب ارادهٔ خلق خواهان الغالی اصلاحات لیبرالیستی است که از سال ۲۰۰۵ آغاز شده و بنیان ناآرامی اجتماعی و سیاسی را در سوریه به وجود آورده‌است و همچنین از ایجاد یک اقتصاد ملی قدرتمند حمایت می‌کند.
قدری جمیل یکی از دبیران شورای حزب ارادهٔ خلق عضو کمیته‌ای بود که پیش‌نویس اصلاحات قانون اساسی سوریه را در پاسخ به اعتراضات سوریه در سال ۲۰۱۱ تهیه کرد. آن اصلاحات در رفراندوم قانون اساسی سال ۲۰۱۲ به تصویب رسید و برگزاری انتخابات چندحزبی در سوریه را مجاز شمرد.

## رهبری
حزب ارادهٔ خلق در سازماندهی خود از سانترالیسم دمکراتیک پیروی می‌کند. بااین وجود پُست دبیر کلی در حزب وجود ندارد. در عوض رهبری حزب به صورت جمعی انجام شده و بر عهدهٔ اعضای شورای مرکزی است که در مجمع عمومی انتخاب می‌شوند. شورای مرکزی اعضای هیئت رئیسه و نیز اعضای هیئت دبیران را انتخاب می‌کند که وظایف روزانه را انجام می‌دهند.

## انتخابات‌های پارلمانی
| مجلس خلق سوریه |          |         |
| انتخابات       | کرسی     | +/–     |
| ۲۰۱۲           | ۱ از ۲۵۰ | ۱       |
| ۲۰۱۶           | ۰ از ۲۵۰ | ۱       |
| ۲۰۲۰           | ۰ از ۲۵۰ | بی‌تغییر |